# Liste der Biografien/Chep
Liste der Biografien |
Portal Biografien |
Personensuche
# |
A |
B |
C |
D |
E |
F |
G |
H |
I |
J |
K |
L |
M |
N |
O |
P |
Q |
R |
S |
T |
U |
V |
W |
X |
Y |
Z |
?
 
Ca |
Cb |
Cc |
Ce |
Ch |
Ci |
Cj |
Ck |
Cl |
Cm |
Cn |
Co |
Cr |
Cs |
Ct |
Cu |
Cv |
Cw |
Cy |
Cz
 
Cha |
Chb |
Che |
Chh |
Chi |
Chk |
Chl |
Chm |
Chn |
Cho |
Chr |
Cht |
Chu |
Chv |
Chw |
Chy
 
Chea |
Cheb |
Chec |
Ched |
Chee |
Chef |
Cheg |
Cheh |
Chei |
Chej |
Chek |
Chel |
Chem |
Chen |
Cheo |
Chep |
Cheq |
Cher |
Ches |
Chet |
Cheu |
Chev |
Chew |
Chey |
Chez
Die Liste der Biografien führt alle Personen auf, die in der deutschsprachigen Wikipedia einen Artikel haben. Dieses ist eine Teilliste mit 45 Einträgen von Personen, deren Namen mit den Buchstaben „Chep“ beginnt.

## Chep

### Chepc
- Chepchirchir, Flomena (* 1981), kenianische Langstreckenläuferin
- Chepchirchir, Justina (* 1968), kenianische Leichtathletin
- Chepchirchir, Nelly (* 2003), kenianische Leichtathletin
- Chepchirchir, Sarah (* 1984), kenianische Langstreckenläuferin
- Chepchumba, Joyce (* 1970), kenianische Langstreckenläuferin
- Chepchumba, Pamela (* 1979), kenianische Langstreckenläuferin

### Chepe
- Cheperkare, altägyptischer Obervermögensverwalter

### Cheph
- Chephren, altägyptischer König der 4. DynastieChephren

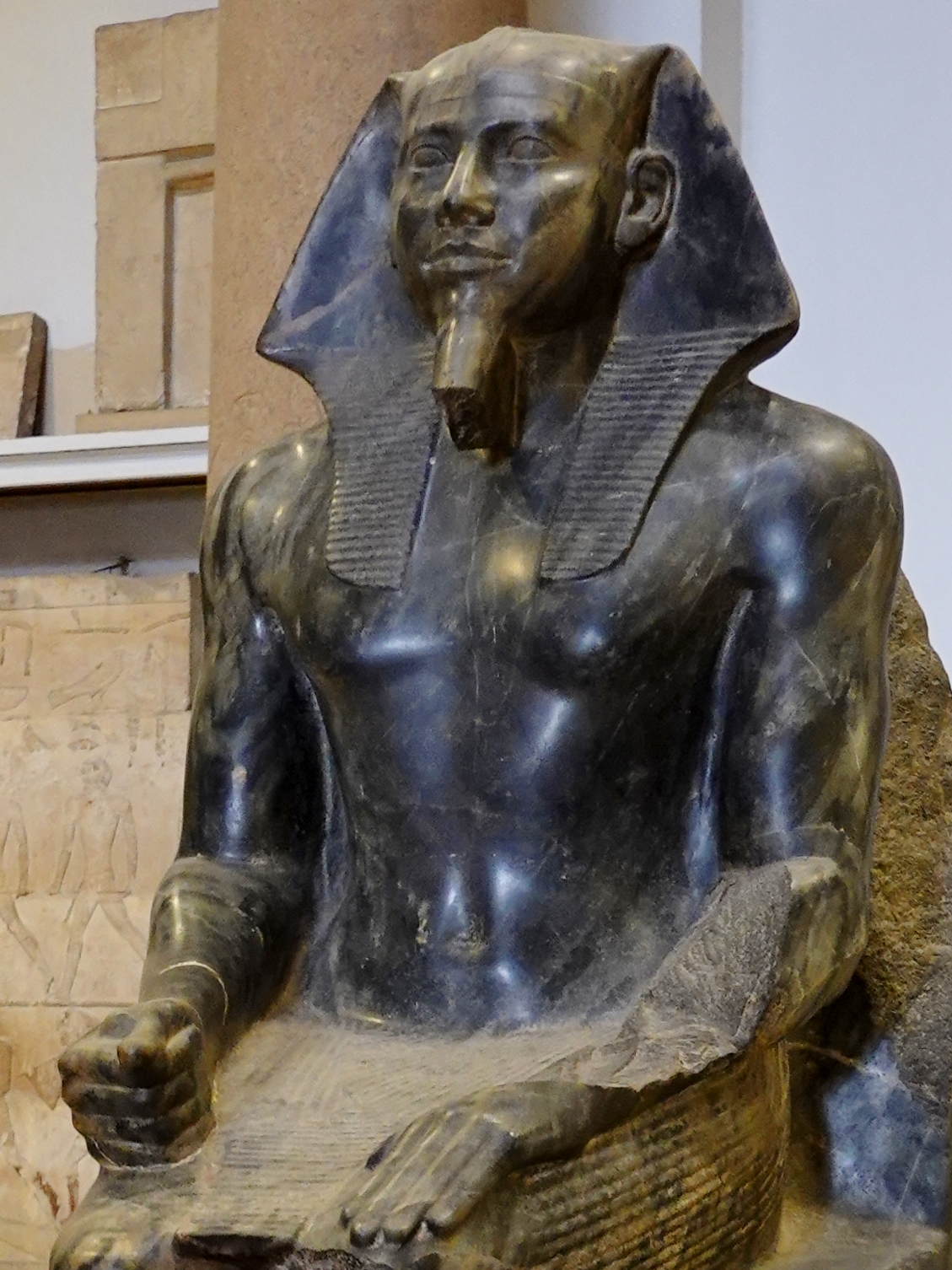
Chephren

### Chepk
- Chepkemboi, Mary (* 1968), kenianische Leichtathletin
- Chepkemei, Susan (* 1975), kenianische Langstreckenläuferin
- Chepkemoi, Diana Sigei (* 1987), kenianische Marathonläuferin
- Chepketing, Viola Bor (* 1979), kenianische Langstreckenläuferin
- Chepkirui, Joyce (* 1988), kenianische Langstreckenläuferin
- Chepkirui, Purity (* 2003), kenianische Mittelstreckenläuferin
- Chepkirui, Sheila (* 1990), kenianische Langstreckenläuferin
- Chepkoech Kipkirui, Caroline (* 1994), kenianische Langstreckenläuferin
- Chepkoech, Beatrice (* 1991), kenianische Mittel- und Langstreckenläuferin
- Chepkoech, Jackline (* 2003), kenianische Hindernisläuferin
- Chepkok, Vincent Kiprop (* 1988), kenianischer Langstreckenläufer
- Chepkonga, Christine (* 1980), kenianische Langstreckenläuferin
- Chepkopol, Joel (* 1983), kenianischer Marathonläufer
- Chepkurui, Francisca (* 1963), kenianische Sprinterin
- Chepkurui, Lidya (* 1984), kenianische Hindernisläuferin
- Chepkurui, Lineth (* 1988), kenianische Langstreckenläuferin
- Chepkurui, Vibian (* 1994), kenianische Langstreckenläuferin
- Chepkwemoi, Nancy (* 1993), kenianische Mittelstreckenläuferin
- Chepkwony, Caroline Jepchirchir (* 1985), kenianische Langstreckenläuferin
- Chepkwony, Gilbert Kiptoo (* 1985), kenianischer Marathonläufer
- Chepkwony, Johnstone Kipkorir (* 1984), kenianischer Langstreckenläufer
- Chepkwony, Richard (* 1983), kenianischer Marathonläufer

### Chepn
- Chepngeno, Hellen (* 1967), kenianische Langstreckenläuferin
- Chepngeno, Jackline (* 1993), kenianische Langstreckenläuferin
- Chepngetich, Janeth (* 1998), kenianische Langstreckenläuferin
- Chepngetich, Rosefline (* 1997), kenianische Hindernisläuferin
- Chepngetich, Ruth (* 1994), kenianische LangstreckenläuferinRuth Chepngetich (* 1994)

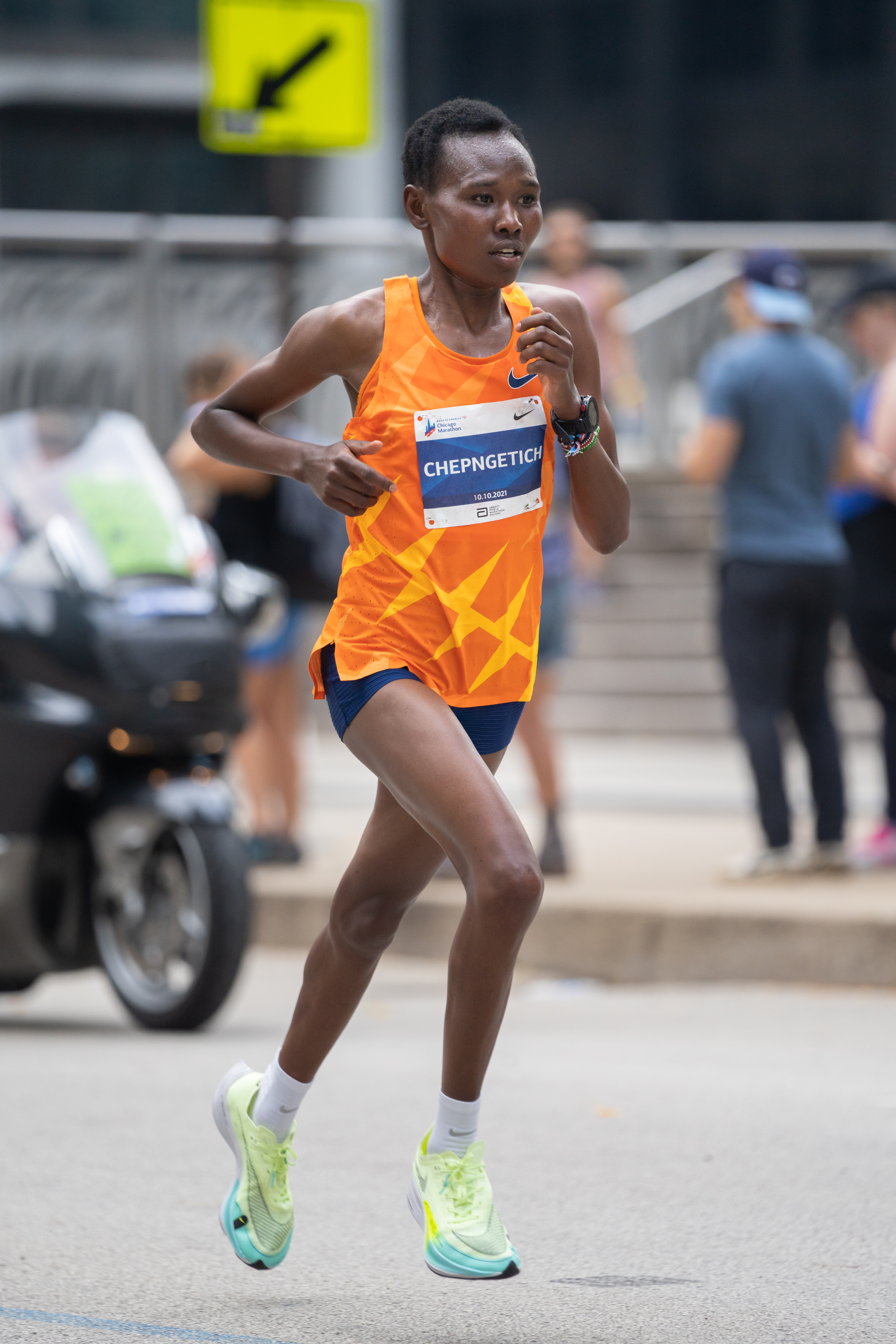
Ruth Chepngetich (* 1994)

### Chepo
- Chepovetsky, Dmitry (* 1970), ukrainisch-kanadischer Schauspieler und Autor

### Cheps
- Chepseba, Nixon Kiplimo (* 1990), kenianischer Mittelstreckenläufer

### Chept
- Cheptai, Irene (* 1992), kenianische Langstreckenläuferin
- Cheptegei, Joshua (* 1996), ugandischer Langstreckenläufer
- Cheptegei, Rebecca (1991–2024), ugandische Leichtathletin
- Cheptoo Lagat, Viola (* 1989), kenianische Mittelstreckenläuferin
- Cheptot, Steven Matebo (* 1974), kenianischer Marathonläufer
- Cheptoyek, Joy (* 2002), ugandische Langstreckenläuferin

### Chepy
- Chepyator-Thomson, Jepkorir Rose (* 1954), kenianische Mittel- und Langstreckenläuferin und Bewegungswissenschaftlerin
- Chepyego Kaptich, Selly (* 1985), kenianische Langstreckenläuferin